# Eva O
Eva O właściwie Eva Ortiz (ur. 1961 w Los Angeles) – amerykańska wokalistka.
Ortiz współpracowała z takimi wykonawcami jak Christian Death, Shadow Project, Super Heroines oraz Speed Queens.

## Dyskografia
Opracowano na podstawie materiału źródłowego.
Solo
- Past Time (1993)
- Demons Fall for an Angel's Kiss (1994)
- Eva O Halo Experience (video)
- Damnation (Ride the Madness) (1999, Massacre Records)
- Damnation/Salvation (2005, Massacre Records)

Christian Death
- Iron Mask (1991, Cleopatra)
- Path of Sorrows (1993, Cleopatra)
- Rage of Angels (1994, Cleopatra)

Super Heroines
- Cry for Help (1982, Bemis Brain/Enigma)
- Souls that Save (1983, Bemis Brain/Enigma)
- Love and Pain (1993, Cleopatra)

Shadow Project
- Shadow Project (1990, Triple X)
- Dreams for the Dying (1993, Triple X)
- In Tuned Out (1994, Triple X, live album)
- From the Heart (1998, Triple X)